# Alfred Au
Alfred Au (Mannheim, 14 dicembre 1898 – 27 ottobre 1986) è stato un calciatore tedesco, di ruolo centrocampista.

## Carriera

### Club
Durante la sua carriera ha giocato solo con il Mannheim, dal 1917 al 1930.

### Nazionale
Conta una presenza con la Nazionale tedesca.